# Bruno Frank
Bruno Frank  (13. června 1887 Stuttgart – 20. června 1945 Beverly Hills) byl německý spisovatel. Od 20. let byl v exilu, kde se stal známým autorem. Jeho nejvýznamnějšími díly jsou povídky Dny krále a Trenck, obě z prostředí pruského krále Fridricha Velikého, dále politická novela o francouzsko-německém usmíření, komedie Bouře v šálku čaje a exilové romány Cervantes, Dcera a Cestovní pas. Po druhé světové válce zažila Frankova díla krátkou renesanci, ale v 90. letech byla zapomenuta.

## Život
Bruno Frank pocházel z bohaté židovské rodiny bankéře Sigismunda Franka a jeho ženy Liny rozené Rothschildové, Salomon Rothschild byl jeho strýc. Po absolvování střední školy v letech 1905-1912 studoval práva, filozofii a literaturu na šesti německých univerzitách (Tübingen, Mnichov, Štrasburk, Heidelberg, Lipsko a Freiburg im Breisgau),  doktorát získal v Mnichově za literární téma. Jeho krátkou účast v první světové válce ukončila nemoc. 
Zpočátku psal básně, poté byl prozaikem a dramatikem. Jako uznávaný spisovatel patřil k nejvlivnějším osobnostem literárního světa Výmarské republiky. Od roku 1916 se na deset let usadil ve Feldafingu u Mnichova. V roce 1924 se oženil s Liesl Massaryovou. V roce 1926 se přestěhoval do Mnichova, kde žil v blízkosti svého staršího přítele Thomase Manna.
Po požáru Říšského sněmu v roce 1933 svou vlast opustil s prozíravostí o nadcházejícím nacistickém režimu. Nejprve žil u Luganského jezera ve Švýcarsku, poté střídavě v Salcburku a v Londýně, občas také v Paříži a v jižní Francii. V roce 1937 emigroval do Kalifornie, kde po skončení války v roce 1945 zemřel. V emigraci literárně i politicky bojoval proti Třetí říši spolu s mnoha dalšími exilovými autory a s manželkou podporoval radami, skutky i penězi své kolegy v nouzi.

## Dílo (výběr)
- Dny krále (1924)
- Trenck (1926)
- Generál a zlato (1932)
- Bouře ve sklenici vody (1937) divadelní hra, uvedena na Broadwayi
- Cervantes (1934)
- Cestovní pas (1937) - román o osudech sasko-komburského prince Ludvíka a jeho učitelů před a po nástupu Třetí říše, probíhá mj. v exilu v Praze a v Londýně.

## České překlady
- Do češtiny byly přeloženy pouze tři tituly: zásluhou nakladatelství Družstevní práce a v bibliofilské grafické úpravě Ladislava Sutnara vyšly již v letech 1934–1937 Politická novela a romány Cestovní pas a Cervantes (také v letech 1963 a 1986).
- Cestovní pas v novém překladu Karla Houby a úpravě Ilony Janské uvedl jako desetidílnou rozhlasovou četbu Český rozhlas, studio Hradec králové, v roce 2008. V režii Pavla Krejčího  četl Jiří Štěpnička.